# Dusty's Trail
Dusty's Trail is een Amerikaanse komische televisieserie bedacht door Sherwood Schwartz, die ook verantwoordelijk was voor Gilligan's Island en The Brady Bunch. De hoofdrolspeler in de serie is Bob Denver. De afleveringen van de serie bevinden zich in het publiek domein en zijn gratis te downloaden op de Internet Archive.
De serie vertoont grote gelijkenissen met Gilligan's Island. Zo zijn de personages vrijwel letterlijk gebaseerd op de personages uit die serie. Dat is ook een van de redenen dat Dusty's Trail niet aansloeg.

## Verhaal
Dusty's Trail speelt zich af begin 19e eeuw, en draait om de passagiers van een wagen en een postkoets die gescheiden zijn geraakt van een grote karavaan richting Californië. Onder de inzittenden van de wagens bevinden zich de koetsiers van de wagen (Mr. Callahan) en de postkoets (Dusty), een rijke bankier en zijn vrouw (Mr. and Mrs. Brookhaven), een dance-hall vrouw (Lulu), een geleerde (Andy), en de dochter van een boer (Betsy). In de serie probeert dit gezelschap de karavaan weer terug te vinden.